# Allotraeus gracillimus
Allotraeus gracillimus là một loài bọ cánh cứng trong họ Cerambycidae.